# César de melhor ator revelação
César de Melhor Ator Revelação (em francês:  César du meilleur espoir masculin) é uma das premiações do César, apresentada anualmente pela Academia das Artes e Técnicas do Cinema (AATC) com o objetivo de reconhecer a melhor atuação de um jovem ator que tenha trabalhado na indústria cinematográfica francesa durante o ano anterior à cerimônia. Os indicados e o vencedor são escolhidos por meio de uma votação em segundo turno por todos os membros da Academia, dentro de um grupo de dezesseis atores previamente escolhidos pelo comitê Révélations.

## Vencedores e indicados
Seguindo a prática da AATC, os filmes abaixo são listados pelo ano da cerimônia, que corresponde ao ano seguinte ao lançamento do filme. Por exemplo, o César de Melhor Ator Revelação de 2010 ocorreu em 27 de fevereiro de 2010 e premiou a atuação em um filme lançado entre 1.º de janeiro de 2009 e 31 de dezembro de 2009.
Assim como as outras categorias, os atores são escolhidos através de uma votação em dois turnos: o primeiro para escolher os indicados e o segundo para definir o vencedor. Todos os membros da Academia, independentemente do ramo, têm direito ao voto nos dois turnos. Para "facilitar" a seleção dos indicados, o comitê Révélations da Academia, composto por diretores de elenco, estabelece e propõe uma lista de no máximo dezesseis atores. No entanto, esta lista não é vinculativa e os membros da Academia são livres para votar a favor de um ator que não tenha sido pré-selecionado. Inicialmente definido para quatro, o número de indicados na categoria foi ampliado para cinco em 1990.

### Década de 1980
| Ano  | Vencedor e indicados  | Filme                       |
| ---- | --------------------- | --------------------------- |
| 1983 | Christophe Malavoy    | Family Rock                 |
| 1983 | Jean-Paul Comart      | La Balance                  |
| 1983 | Tchéky Karyo          | La Balance                  |
| 1983 | Dominique Pinon       | Le Retour de Martin Guerre  |
| 1984 | Richard Anconina      | Tchao Pantin                |
| 1984 | Jean-Hugues Anglade   | L'Homme blessé              |
| 1984 | François Cluzet       | Vive la sociale!            |
| 1984 | Jacques Penot         | Au nom de tous les miens    |
| 1985 | Pierre-Loup Rajot     | Souvenirs, souvenirs        |
| 1985 | Xavier Deluc          | La Triche                   |
| 1985 | Hippolyte Girardot    | Le Bon Plaisir              |
| 1985 | Benoît Régent         | La Diagonale du fou         |
| 1986 | Wadeck Stanczak       | Rendez-vous                 |
| 1986 | Lucas Belvaux         | Poulet au vinaigre          |
| 1986 | Jacques Bonnaffé      | La Tentation d'Isabelle     |
| 1986 | Kader Boukhanef       | Le Thé au harem d'Archimède |
| 1986 | Jean-Philippe Ecoffey | L'Effrontée                 |
| 1987 | Isaach de Bankolé     | Black Mic-Mac               |
| 1987 | Cris Campion          | Pirates                     |
| 1987 | Jean-Philippe Ecoffey | Gardien de la nuit          |
| 1987 | Rémi Martin           | Conseil de famille          |
| 1988 | Thierry Frémont       | Travelling avant            |
| 1988 | Cris Campion          | Champ d'honneur             |
| 1988 | Pascal Légitimus      | L'Œil au beur(re) noir      |
| 1988 | François Negret       | Au revoir les enfants       |
| 1989 | Stéphane Freiss       | Chouans!                    |
| 1989 | Laurent Grévill       | Camille Claudel             |
| 1989 | Thomas Langmann       | Les Années sandwiches       |
| 1989 | François Negret       | De bruit et de fureur       |

### Década de 1990
| Ano  | Vencedor e indicados | Filme                                           |
| ---- | -------------------- | ----------------------------------------------- |
| 1990 | Yvan Attal           | Un monde sans pitié                             |
| 1990 | Jean-Yves Berteloot  | Baptême                                         |
| 1990 | Thierry Fortineau    | Comédie d'été                                   |
| 1990 | Melvil Poupaud       | La Fille de quinze ans                          |
| 1990 | Philippe Volter      | Les Bois noirs                                  |
| 1991 | Gérald Thomassin     | Le Petit Criminel                               |
| 1991 | Alex Descas          | S'en fout la mort                               |
| 1991 | Marc Duret           | Nikita                                          |
| 1991 | Vincent Pérez        | Cyrano de Bergerac                              |
| 1991 | Philippe Uchan       | La Gloire de mon père                           |
| 1991 | Philippe Uchan       | Le Château de ma mère                           |
| 1992 | Manuel Blanc         | J'embrasse pas                                  |
| 1992 | Guillaume Depardieu  | Tous les matins du monde                        |
| 1992 | Laurent Grévill      | L'Année de l'éveil                              |
| 1992 | Thomas Langmann      | Paris s'éveille                                 |
| 1992 | Chick Ortega         | Une époque formidable...                        |
| 1993 | Emmanuel Salinger    | La Sentinelle                                   |
| 1993 | Xavier Beauvois      | Nord                                            |
| 1993 | Grégoire Colin       | Olivier, Olivier                                |
| 1993 | Olivier Martinez     | IP 5                                            |
| 1993 | Julien Rassam        | L'Accompagnatrice                               |
| 1994 | Olivier Martinez     | Un, deux, trois, soleil                         |
| 1994 | Guillaume Depardieu  | Cible émouvante                                 |
| 1994 | Mathieu Kassovitz    | Métisse                                         |
| 1994 | Melvil Poupaud       | Les Gens normaux n'ont rien d'exceptionnel      |
| 1994 | Christopher Thompson | Les Marmottes                                   |
| 1995 | Mathieu Kassovitz    | Regarde les hommes tomber                       |
| 1995 | Charles Berling      | Petits arrangements avec les morts              |
| 1995 | Frédéric Gorny       | Les Roseaux sauvages                            |
| 1995 | Gaël Morel           | Les Roseaux sauvages                            |
| 1995 | Stéphane Rideau      | Les Roseaux sauvages                            |
| 1996 | Guillaume Depardieu  | Les Apprentis                                   |
| 1996 | Vincent Cassel       | La Haine                                        |
| 1996 | Hubert Koundé        | La Haine                                        |
| 1996 | Saïd Taghmaoui       | La Haine                                        |
| 1996 | Olivier Sitruk       | L'Appât                                         |
| 1997 | Mathieu Amalric      | Comment je me suis disputé... (ma vie sexuelle) |
| 1997 | Samuel Le Bihan      | Capitaine Conan                                 |
| 1997 | Philippe Torreton    | Capitaine Conan                                 |
| 1997 | Benoît Magimel       | Les Voleurs                                     |
| 1997 | Bruno Putzulu        | Les Aveux de l'innocent                         |
| 1998 | Stanislas Merhar     | Nettoyage à sec                                 |
| 1998 | Sacha Bourdo         | Western                                         |
| 1998 | Sergi López          | Western                                         |
| 1998 | Vincent Elbaz        | Les Randonneurs                                 |
| 1998 | José Garcia          | La Vérité si je mens !                          |
| 1999 | Bruno Putzulu        | Petits désordres amoureux                       |
| 1999 | Lionel Abelanski     | Train de vie                                    |
| 1999 | Guillaume Canet      | En plein cœur                                   |
| 1999 | Romain Duris         | Gadjo Dilo                                      |
| 1999 | Samy Naceri          | Taxi                                            |

### Década de 2000
| Ano  | Vencedor e indicados      | Filme                                   |
| ---- | ------------------------- | --------------------------------------- |
| 2000 | Éric Caravaca             | C'est quoi la vie?                      |
| 2000 | Clovis Cornillac          | Karnaval                                |
| 2000 | Romain Duris              | Peut-être                               |
| 2000 | Laurent Lucas             | Haut les cœurs!                         |
| 2000 | Robinson Stévenin         | Mauvaises Fréquentations                |
| 2001 | Jalil Lespert             | Ressources humaines                     |
| 2001 | Jean-Pierre Lorit         | Une affaire de goût                     |
| 2001 | Boris Terral              | Le roi danse                            |
| 2001 | Cyrille Thouvenin         | La confusion des Genres                 |
| 2001 | Malik Zidi                | Gouttes d'eau sur pierres brûlantes     |
| 2002 | Robinson Stévenin         | Mauvais genres                          |
| 2002 | Éric Berger               | Tanguy                                  |
| 2002 | Stefano Cassetti          | Roberto Succo                           |
| 2002 | Grégori Derangère         | La chambre des officiers                |
| 2002 | Jean-Michel Portal        | La chambre des officiers                |
| 2003 | Jean-Paul Rouve           | Monsieur Batignole                      |
| 2003 | Lorànt Deutsch            | 3 zéros                                 |
| 2003 | Morgan Marinne            | Le fils                                 |
| 2003 | Gaspard Ulliel            | Embrassez qui vous voudrez              |
| 2003 | Malik Zidi                | Un moment de bonheur                    |
| 2004 | Grégori Derangère         | Bon voyage                              |
| 2004 | Nicolas Duvauchelle       | Les corps impatients                    |
| 2004 | Pascal Elbé               | Père et fils                            |
| 2004 | Grégoire Leprince-Ringuet | Les égarés                              |
| 2004 | Gaspard Ulliel            | Les égarés                              |
| 2005 | Gaspard Ulliel            | Un long dimanche de fiançailles         |
| 2005 | Osman Elkharraz           | L'esquive                               |
| 2005 | Damien Jouillerot         | Les fautes d'orthographe                |
| 2005 | Jérémie Renier            | Violence des échanges en milieu tempéré |
| 2005 | Malik Zidi                | Les temps qui changent                  |
| 2006 | Louis Garrel              | Les amants réguliers                    |
| 2006 | Walid Afkir               | Caché                                   |
| 2006 | Adrien Jolivet            | Zim and Co.                             |
| 2006 | Gilles Lellouche          | Ma vie en l'air                         |
| 2006 | Aymen Saïdi               | Saint-Jacques… La Mecque                |
| 2007 | Malik Zidi                | Les amitiés maléfiques                  |
| 2007 | Georges Babluani          | 13 Tzameti                              |
| 2007 | Rasha Bukvic              | La Californie                           |
| 2007 | Arié Elmaleh              | L'école pour tous                       |
| 2007 | Vincent Rottiers          | Le Passager                             |
| 2007 | James Thiérrée            | Désaccord parfait                       |
| 2008 | Laurent Stocker           | Ensemble, c'est tout                    |
| 2008 | Nicolas Cazalé            | Le fils de l'épicier                    |
| 2008 | Grégoire Leprince-Ringuet | Les chansons d'amour                    |
| 2008 | Johan Libéreau            | Les témoins                             |
| 2008 | Jocelyn Quivrin           | 99 francs                               |
| 2009 | Marc-André Grondin        | Le Premier Jour du reste de ta vie      |
| 2009 | Ralph Amoussou            | Aide-toi, le ciel t'aidera              |
| 2009 | Laurent Capelluto         | Un conte de Noël                        |
| 2009 | Grégoire Leprince-Ringuet | La Belle Personne                       |
| 2009 | Pio Marmaï                | Le Premier Jour du reste de ta vie      |

### Década de 2010
| Ano                    | Vencedor e indicados           | Filme                                    |
| ---------------------- | ------------------------------ | ---------------------------------------- |
| 2010                   | Tahar Rahim                    | Un prophète                              |
| 2010                   | Firat Ayverdi                  | Welcome                                  |
| 2010                   | Adel Bencherif                 | Un prophète                              |
| 2010                   | Vincent Lacoste                | Les beaux gosses                         |
| 2010                   | Vincent Rottiers               | Je suis heureux que ma mère soit vivante |
| 2011                   | Edgar Ramirez                  | Carlos                                   |
| 2011                   | Arthur Dupont                  | Bus Palladium                            |
| 2011                   | Grégoire Leprince-Ringuet      | La Princesse de Montpensier              |
| 2011                   | Pio Marmaï                     | D'amour et d'eau fraîche                 |
| 2011                   | Raphaël Personnaz              | La Princesse de Montpensier              |
| 2012                   | Grégory Gadebois               | Angèle et Tony                           |
| 2012                   | Nicolas Bridet                 | Tu seras mon fils                        |
| 2012                   | Guillaume Gouix                | Jimmy Rivière                            |
| 2012                   | Pierre Niney                   | J'aime regarder les filles               |
| 2012                   | Dimitri Storoge                | Les Lyonnais                             |
| 2013                   | Matthias Schoenaerts           | De rouille et d'os                       |
| 2013                   | Felix Moati                    | Télé gaucho                              |
| 2013                   | Kacey Mottet Klein             | L'Enfant d'en haut                       |
| 2013                   | Pierre Niney                   | Comme des frères                         |
| 2013                   | Ernst Umhauer                  | Dans la maison                           |
| 2014                   | Pierre Deladonchamps           | L'Inconnu du lac                         |
| 2014                   | Paul Bartel                    | Les Petites Princes                      |
| 2014                   | Paul Hamy                      | Suzanne                                  |
| 2014                   | Vincent Macaigne               | The Rendez-Vous of Déjà-Vu               |
| 2014                   | Nemo Schiffman                 | Elle s'en va                             |
| 2015                   | Kévin Azaïs                    | Les Combattants                          |
| 2015                   | Ahmed Dramé                    | Les Héritiers                            |
| 2015                   | Kirill Emelyanov               | Eastern Boys                             |
| 2015                   | Pierre Rochefort               | Un beau dimanche                         |
| 2015                   | Marc Zinga                     | Qu'Allah bénisse la France               |
| 2016                   |                                |                                          |
| Rod Paradot            | La Tête haute                  |                                          |
| Swann Arlaud           | Les Anarchistes                |                                          |
| Quentin Dolmaire       | Trois souvenirs de ma jeunesse |                                          |
| Félix Moati            | À trois on y va                |                                          |
| Finnegan Oldfield      | Les Cowboys                    |                                          |
| 2017                   |                                |                                          |
| Niels Schneider        | Diamant noir                   |                                          |
| Jonas Bloquet          | Elle                           |                                          |
| Damien Bonnard         | Rester vertical                |                                          |
| Corentin Fila          | Quand on a 17 ans              |                                          |
| Kacey Mottet Klein     | Quand on a 17 ans              |                                          |
| 2018                   |                                |                                          |
| Nahuel Pérez Biscayart | 120 battements par minute      |                                          |
| Benjamin Lavernhe      | Le Sens de la fête             |                                          |
| Finnegan Oldfield      | Marvin ou la belle éducation   |                                          |
| Pablo Pauly            | Patients                       |                                          |
| Arnaud Valois          | 120 battements par minute      |                                          |
| 2019                   |                                |                                          |
| Dylan Robert           | Shéhérazade                    |                                          |
| Thomas Gioria          | Jusqu'à la garde               |                                          |
| William Lebghil        | Première Année                 |                                          |
| Anthony Bajon          | La Prière                      |                                          |
| Karim Leklou           | Le Monde est à toi             |                                          |

### Década de 2020
| Ano  | Vencedor e indicados | Filme                            |
| ---- | -------------------- | -------------------------------- |
| 2020 | Alexis Manenti       | Les Misérables                   |
| 2020 | Anthony Bajon        | Au nom de la terre               |
| 2020 | Benjamin Lesieur     | Hors normes                      |
| 2020 | Liam Pierron         | La Vie scolaire                  |
| 2020 | Djebril Zonga        | Les Misérables                   |
| 2021 | Jean-Pascal Zadi     | Tout Simplement Noir             |
| 2021 | Guang Huo            | La Nuit Venue                    |
| 2021 | Félix Lefebvre       | Été 85                           |
| 2021 | Benjamin Voisin      | Été 85                           |
| 2021 | Alexandre Wetter     | Miss                             |
| 2022 | Benjamin Voisin      | Illusions perdues                |
| 2022 | Sandor Funtek        | Suprêmes                         |
| 2022 | Sami Outalbali       | Une histoire d'amour et de désir |
| 2022 | Thimotée Robart      | Les magnétiques                  |
| 2022 | Makita Samba         | Les Olympiades                   |

## Révélations
A cada ano, o conselho de administração da Academia e o comitê Révélations (composto por diretores de elenco que trabalham em produções cinematográficas francesas) propõem uma lista de no máximo dezesseis jovens atores ("Révélations des César") para facilitar a escolha dos indicados ao prêmio de Melhor Ator Revelação. Desde 2007, jovens atores que participaram de longas-metragens franceses ou produções em língua francesa são elegíveis para a lista. No entanto, a partir de 2013, um ator pode qualificar-se para a lista apenas duas vezes. Um curta-metragem com os atores selecionados, dirigido por um artista indicado pela Academia anualmente, é apresentado em um jantar de gala em homenagem às "Révélations" e posteriormente exibido em cinemas selecionados da França.
Esta é uma lista dos atores escolhidos pelo comitê desde a sua criação. Os indicados ao César de Melhor Ator Revelação estão destacados em negrito.

### Década de 2000

#### 2007
- Georges Babluani – 13 Tzameti
- Assaad Bouab – Marock
- Matthieu Boujenah – Marock
- Rasha Bukvic – La Californie
- Arthur Dupont – Chacun sa nuit
- Arié Elmaleh – L'École pour tous
- Lannick Gautry – Nos jours heureux
- Khalid Maadour – Comme tout le monde
- Jean-Baptiste Maunier – Le Grand Meaulnes
- Benjamin Ramon – Je m'appelle Elisabeth
- Vincent Rottiers – Le Passager
- Alexandre Steiger – Les Amitiés maléfiques
- James Thierrée – Désaccord parfait
- Yann Trégouët – Itinéraires
- Thibault Vincon – Les Amitiés maléfiques
- Malik Zidi – Les Amitiés maléfiques

#### 2008
- Fu'ad Aït Aattou – The Last Mistress (Une vieille maîtresse)
- Paco Boublard – Regarde-moi
- Nicolas Cazalé – Le Fils de l'épicier
- Sylvain Dieuaide – J'attends quelqu'un
- Thomas Dumerchez – Après lui
- Andy Gillet – Les Amours d'Astrée et de Céladon
- Nicolas Giraud – Nos retrouvailles
- Barthélémy Grossmann – 13 m²
- Youssef Hajdi – 13 m²
- Grégoire Leprince-Ringuet – Les Chansons d'amour
- Johan Libéreau – Les Témoins
- Daniel Lundh – Délice Paloma
- Terry Nimajimbe – Regarde-moi
- Jocelyn Quivrin – ''99 francs''
- Laurent Stocker – Ensemble, c'est tout
- Cyril Troley – 7 ans

#### 2009
- Ralph Amoussou – Aide-toi, le ciel t'aidera
- Julien Baumgatner – Le Plaisir de chanter
- Emile Berling – Les hauts murs
- Laurent Capelluto – Un conte de Noël
- Esteban Carjaval Alegria – La Belle Personne
- François Civil – Soit je meurs, soit je vais mieux
- Arthur Dupont – Nos 18 ans
- Théo Frilet – Nés en 68
- Nicolas Giraud – Comme une étoile dans la nuit
- Guillaume Gouix – Les hauts murs
- Marc-André Grondin – Le Premier jour du reste de ta vie
- Adrien Jolivet – La très très grande entreprise
- Grégoire Leprince-Ringuet – La Belle Personne
- Pio Marmaï –  Le Premier jour du reste de ta vie
- Yannick Renier – Nés en 68
- Guillaume Verdier – L'Été indien

### Década de 2010

#### 2010
- Mhamed Arezki – Adieu Gary
- Firat Ayverdi – Welcome
- Abraham Belaga – Cendres et sang
- Adel Bencherif – Un prophète
- Mehdi Dehbi – La Folle Histoire d'amour de Simon Eskenazy
- Yann Ebongé – La Journée de la jupe
- Cyril Guei – L'Autre
- Jérémy Kapone – LOL (Laughing Out Loud)
- Reda Kateb – Qu'un seul tienne et les autres suivront
- Vincent Lacoste – Les Beaux Gosses
- Julien Lucas – Qu'un seul tienne et les autres suivront
- Alex Lutz – ''OSS 117 : Rio ne répond plus
- Tahar Rahim – Un prophète
- Vincent Rottiers – Je suis heureux que ma mère soit vivante
- Samy Seghir – Neuilly sa mère !
- Anthony Sonigo – Les Beaux Gosses

#### 2011
- Cyril Descours – Complices
- Arthur Dupont – Bus Palladium
- Cyril Guei – Lignes de front
- Salim Kechiouche – Le Fil
- Grégoire Leprince-Ringuet – La Princesse de Montpensier
- Johan Libéreau – Belle Épine
- Pio Marmaï – D'amour et d'eau fraîche
- Guillaume Marquet – Crime d'amour
- Nicolas Maury – Belle Épine
- Arthur Mazet – Simon Werner a disparu...
- Jules Pelissier – Simon Werner a disparu...
- Nahuel Pérez Biscayart – Au fond des bois
- Raphaël Personnaz – La Princesse de Montpensier
- Edgar Ramirez – Carlos
- Thibault Vinçon – Le Sentiment de la chair

#### 2012
- Nicolas Bridet – Tu seras mon fils
- François Civil – Nos résistances
- Jérémie Duvall – Mon père est femme de ménage
- Franck Falise – La Fin du silence
- Raphaël Ferret – Présumé coupable
- Grégory Gadebois – Angèle et Tony
- Guillaume Gouix – Jimmy Rivière
- Lapacas – L'Ordre et la Morale
- Nicolas Maury – Let My People Go!
- Pierre Moure – Où va la nuit
- Pierre Niney – J'aime regarder les filles
- Pierre Perrier – American Translation
- Aymen Saïdi – L'Assaut
- Mahmoud Shalaby – Les Hommes libres
- Alexandre Steiger – L'Ordre et la Morale
- Dimitri Storoge – Les Lyonnais

#### 2013
- Cédric Ben Abdallah – Superstar
- Emile Berling – Comme un homme]]
- Jonathan Cohen – Un plan parfait
- Mehdi Dehbi – Le Fils de l'autre
- Vincent Lacoste – Astérix et Obélix : Au service de Sa Majesté
- Benjamin Lavernhe – Radiostars
- Côme Levin – Radiostars
- Clément Metayer – Après mai
- Félix Moati – Télé gaucho
- Grégory Montel – L'Air de rien
- Kacey Mottet Klein – L'Enfant d'en haut
- Pierre Niney – Comme des frères
- Matthias Schoenaerts – De rouille et d'os
- Mahmoud Shalaby – Une bouteille à la mer
- Stéphane Soo Mongo – Rengaine
- Ernst Umhauer – Dans la maison

#### 2014
- Swann Arlaud – Crawl
- Paul Bartel – Les Petits Princes
- M'Barek Belkouk – La Marche
- Zinedine Benchenine – Vandal
- Pierre Deladonchamps – L'Inconnu du lac
- Idrissa Diabate – La Cité rose
- Youssef Hajdi – Mohamed Dubois
- Paul Hamy – Suzanne
- Tewfik Jallab – La Marche
- Ibrahim Koma – La Cité rose
- Vincent Macaigne – La Fille du 14 juillet
- Hamza Meziani – Les Apaches
- Driss Ramdi – Je ne suis pas mort
- Jules Sagot – Tu seras un homme
- Nemo Schiffman –Elle s'en va

#### 2015
- Kévin Azaïs – Les Combattants
- Thomas Blumenthal – La Crème de la crème
- Bastien Bouillon – Le Beau Monde
- Zacharie Chasseriaud – 'La Belle Vie
- Félix de Givry – Eden
- Romain Depret – Vie sauvage
- Ahmed Dramé – Les Héritiers
- Kirill Emelyanov – Eastern Boys
- Jean-Baptiste Lafarge – La Crème de la crème
- Ymanol Perset – Colt 45
- Jules Ritmanic – 'Vie sauvage
- Pierre Rochefort – Un beau dimanche
- Fayçal Safi – L'Apôtre
- Thomas Solivéres – À toute épreuve
- Daniil Vorobjev – Eastern Boys
- Marc Zinga – Qu'Allah bénisse la France

#### 2016
- Swann Arlaud – Les Anarchistes
- Jules Benchetrit – Asphalte
- Mehdi Djaadi – Je suis à vous tout de suite
- Quentin Dolmaire – Trois souvenirs de ma jeunesse
- Khereddine Ennasri – Nous trois ou rien
- Aurélien Gabrielli – Quand je ne dors pas
- Kheiron – Nous trois ou rien
- Karim Leklou – Coup de chaud
- Alban Lenoir – Un Français
- Martin Loizillon – Fever
- Sâm Mirhosseini – Ni le ciel ni la terre
- Félix Moati – À trois on y va
- Finnegan Oldfield – Les Cowboys
- Harmandeep Palminder – Bébé Tigre
- Rod Paradot – La Tête haute
- Syrus Shahidi – Une histoire de fou
- Mathieu Spinosi – Les Souvenirs

#### 2017
- Steve Achiepo – Tout, tout de suite
- Jonas Bloquet – Elle
- Damien Bonnard – Rester vertical
- César Chouraqui – L'Origine de la violence
- Corentin Fila – Quand on a 17 ans
- Sofian Khammes – Chouf
- Kyan Khojandi – Rosalie Blum
- Roman Kolinka – L'Avenir
- William Lebghil – La Fine Équipe
- Alexis Manenti – Voir du pays
- Hamza Meziani – Nocturama
- Kacey Mottet Klein – Quand on a 17 ans
- David Murgia – Les Premiers, les Derniers
- Toki Pilioko – Mercenaire
- Marc Ruchmann – Tout, tout de suite
- Niels Schneider – Diamant noir
- Thomas Scimeca – Apnée

#### 2018
- Khaled Alouach – De toutes mes forces
- Adam Bessa – Les Bienheureux
- Damien Chapelle – Espèces menacées
- Idir Chender – Carbone
- Redouanne Harjane – M
- Sébastien Houbani – Noces
- Alban Ivanov – Le Sens de la fête
- Benjamin Lavernhe – Le Sens de la fête
- Matthieu Lucci – L'Atelier
- Naït Oufella – Grave
- Nekfeu – Tout nous sépare
- Finnegan Oldfield – Marvin ou la Belle Éducation
- Pablo Pauly – Patients
- Nahuel Pérez Biscayart – 120 battements par minute
- Antoine Reinartz – 120 battements par minute
- Ahmed Sylla – L'Ascension
- Arnaud Valois – 120 battements par minute
- Marc Zinga – Nos Patriotes

#### 2019
- Idir Azougli – Shéhérazade
- Max Baissette de Malglaive – Monsieur je-sais-tout
- Anthony Bajon – La Prière
- Jules Benchetrit – Au bout des doigts
- Shaïn Boumedine – Mektoub, my love: canto uno
- Amir El Kacem – Abdel et la Comtesse
- Thomas Gioria – Jusqu'à la garde
- Sofian Khammes – Le monde est à toi
- Roman Kolinka – Maya
- William Lebghil – Première Année
- Karim Leklou – Le monde est à toi
- Grégoire Ludig – Au poste !
- Andranic Manet – Mes provinciales
- Félix Maritaud – Sauvage
- Christophe Montenez – Le Retour du héros
- Dylan Robert – Shéhérazade
- Ahmed Sylla – Chacun pour tous

### Década de 2020

#### 2020
- Anthony Bajon – Au nom de la terre
- Idir Ben Addi – Le Jeune Ahmed
- Bastien Bouillon – Debout sur la montagne
- Djanis Bouzyani – Tu mérites un amour
- Mathieu Capella – Deux fils
- Jean-Christophe Folly – L'Angle mort
- Soufiane Guerrab – La Vie scolaire
- Hakim Jemili – Docteur ?
- Benjamin Lesieur – Hors Normes
- Alexis Manenti – Les Misérables
- Amadou Mbow – Atlantique
- Tom Mercier – Synonymes
- Bryan Mialoundama – Hors Normes
- Guy Roger N'Drien – Seules les bêtes
- Liam Pierron – La Vie scolaire
- Thimotée Robart – Vif-argent
- Thomas Scimeca – Bêtes blondes
- Djebril Zonga – Les Misérables

#### 2021
- Abdel Bendaher – Ibrahim
- Lucas Englander – Les Apparences
- Sandor Funtek – K contraire
- Thomas Guy – Un vrai bonhomme
- Guang Huo – La Nuit venue
- Félix Lefebvre – Été 85
- Nils Othenin-Girard – Un vrai bonhomme
- Jules Porier – Madre
- Bastien Ughetto – Adieu les cons
- Benjamin Voisin – Été 85
- Alexandre Wetter – Miss
- Jean-Pascal Zadi – Tout simplement noir

#### 2022
- Anas Basbousi – Haut et Fort
- Alséni Bathily – Gagarine
- Abdel Bendaher – Ibrahim
- Théo Christine – Suprêmes
- Salif Cissé – À l'abordage
- François Créton – Les Héroïques
- Sandor Funtek – Suprêmes
- Soufiane Guerrab – De bas étage
- Yassine Houicha – Fragile
- Bakary Koné – La Nuit des rois
- David Murgia – Tom Medina
- Sami Outalbali – Une histoire d'amour et de désir
- Thimotée Robart – Les Magnétiques
- Farouk Saïdi – Maudit !
- Makita Samba – Les Olympiades
- Benjamin Voisin – Illusions perdues